# Rothenbach (Werre)
Der Rothenbach  ist ein orographisch linker Nebenfluss der Werre im Kreis Lippe in Ostwestfalen-Lippe.

## Geographie
Der Bach entspringt südlich des Lagenser Stadtteil Müssen bei Hellenburg und fließt von seiner Quelle aus in nordöstliche Richtung und mündet nach 3,9 km bei Werrekilometer 47,9 in die Werre ein. Wenige hundert Meter weiter östlich befindet sich die Mündung des Rethlager Bachs in die Werre. Der Bach verläuft auf gesamter Länge durch landwirtschaftlich genutzte und der Viehhaltung dienende Wiesen.

## Umwelt
Der Unterlauf des Rothenbaches wird der Gewässergüteklasse II (mäßig belastet) zugeordnet. Der Ober- und Mittellauf wurden bisher nicht erfasst.